# Capperia marginellus
Capperia marginellus is een vlinder uit de familie vedermotten (Pterophoridae). De wetenschappelijke naam is voor het eerst geldig gepubliceerd in 1847 door Zeller.
De soort komt voor in Europa.